# Avenida Rivadavia

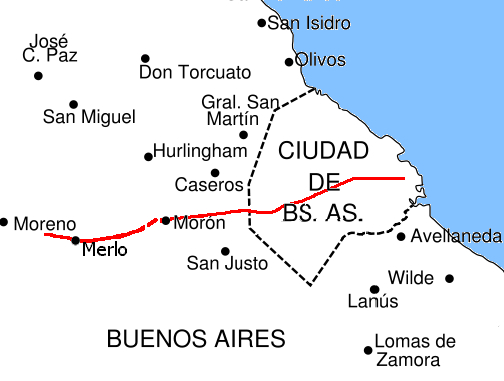
Verlauf der Avenida Rivadavia

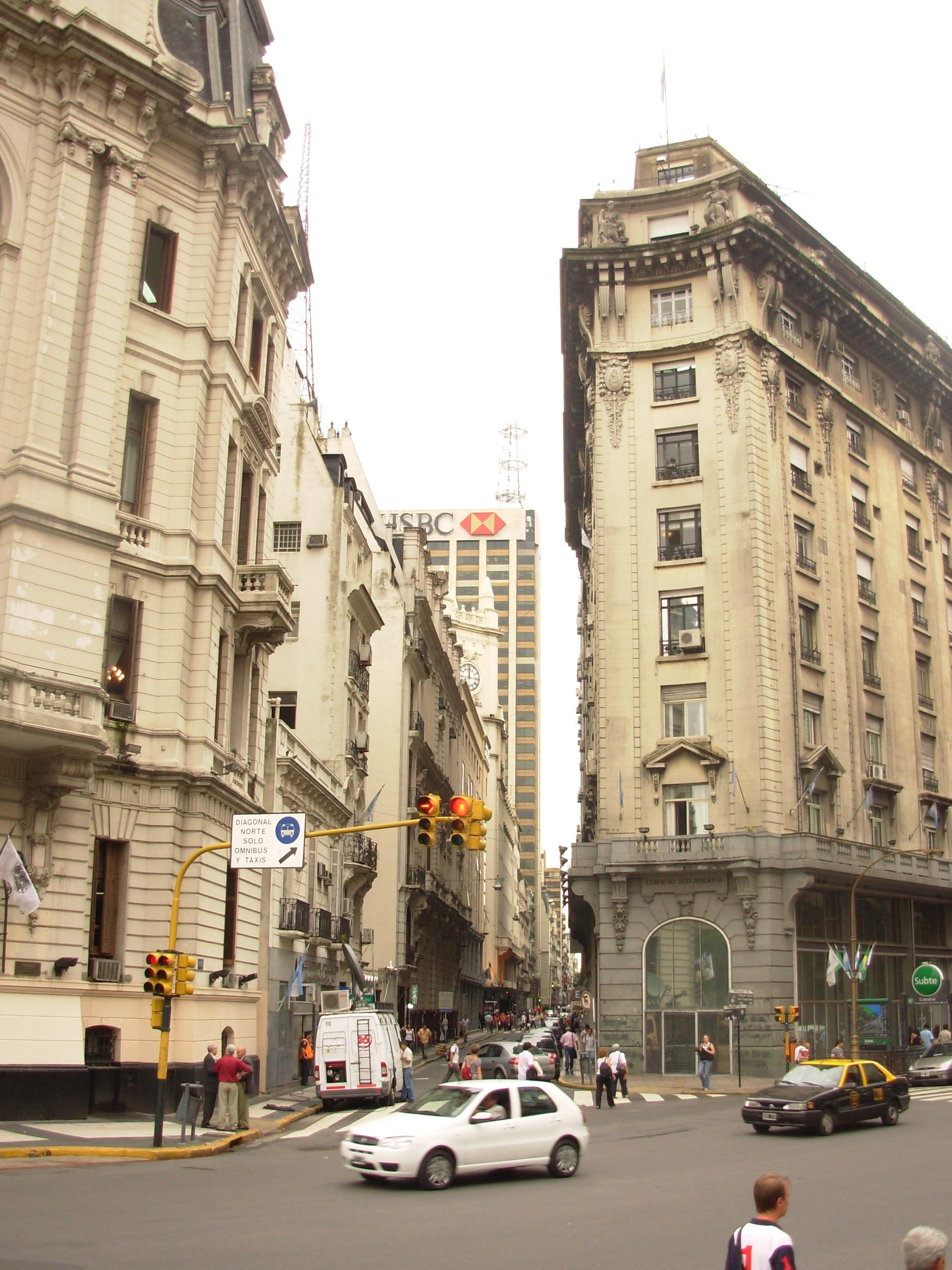
Avenida Rivadavia

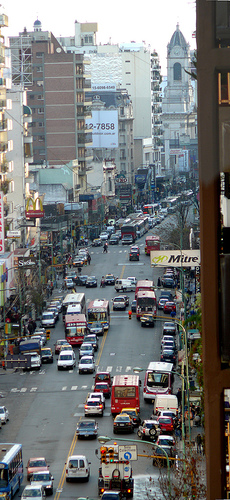
Avenida Rivadavia

Die Avenida Rivadavia ist eine der Hauptdurchgangsstraßen in der argentinischen Hauptstadt Buenos Aires. Sie führt über eine Länge von ungefähr 35 km vom Stadtzentrum San Nicolás zum westlichen Vorort Merlo.

## Geschichte
Zur Ernennung des ersten Vizekönigs vom Río de la Plata 1776 durch Spanien wurde die heutige Avenida Rivadavia „El Camino Real“ (Königsstraße) genannt. 1782 war sie ca. 1000 km lang und führte von Buenos Aires nach Mendoza. Ihre Streckenführung entsprach ungefähr der heutigen Nationalstraße 7. Unter der Regierung von Juan Manuel de Rosas wurde sie 1836 in Calle Federación umbenannt. 1857 erhielt sie ihren heutigen Namen, nach dem ehemaligen Präsidenten Bernardino Rivadavia.
1926 erhielt die Avenida Rivadavia U-Bahn-Anschluss. 11 der 16 Stationen der Linie A liegen heute auf der Avenida. 1935 wurde der Ausbau der Avenida außerhalb der Stadtgrenze zur Nationalstraße beschlossen und förderte damit auch die Entwicklung der westlichen Vororte von Buenos Aires. Der zunehmende Autoverkehr führte regelmäßig zu großen Staus auf der Avenida ab 1970. Eine neue Streckenführung für die Nationalstraße 7 nördlich der Avenida wurde in den späten 1970er Jahren begonnen. Die neue Schnellstraße zwischen Buenos Aires und Luján wurde 1988 fertiggestellt. 1980 wurde auch die historische Straßenbahn, die 1962 eingestellt wurde, wieder eröffnet und verkehrt seitdem im Stadtteil Caballito auf der Avenida Rivadavia.

## Verlauf
Die Avenida Rivadavia beginnt an der nordöstlichen Ecke der Plaza de Mayo. Sie verläuft dann in westlicher Richtung entlang der Plaza, vorbei an der Nationalbank von Argentinien und der Catedral Metropolitana de Buenos Aires. Sie überquert dann die Fußgängerzone Calle Florida und die breite Avenida 9 de Julio, bevor sie an der Plaza del Congreso mit der Avenida de Mayo zusammenfließt. Die nächsten wichtigen Gebäude sind der argentinische Kongresspalast und die Confitería del Molino. Im Stadtteil Balvanera trifft sie dann auf die Plaza Miserere und den Bahnhof Once. In Caballito führt sie am Parque Rivadavia vorbei.
Ungefähr sechs Kilometer nach ihrem Beginn führt die Avenida Rivadavia unter der Avenida General Paz hindurch und erreicht hinter der Stadtgrenze den Vorort Ciudadela. Sie verbindet dann Buenos Aires mit den Orten Morón, Castelar, San Antonio de Padua und Merlo. Hinter dem Río Reconquista wird sie dann zu Avenida Bartolomé Mitre. Nach weiteren 1,5 km fließt sie in Moreno zusammen mit der Avenida Piovano.